# Handball-FDGB-Pokal 1978/79 (Frauen)
Der Handball-FDGB-Pokal der Frauen wurde mit der Saison 1978/79 zum 9. Mal ausgetragen. Verlustpunktfrei machte der TSC Berlin beim Endrunden-Turnier in Schleife den Titel-Hattrick perfekt.

## Teilnehmende Mannschaften
Für den FDGB-Pokal hatten sich folgende 40 Mannschaften qualifiziert:
| DDR-Oberliga die 10 Vereine der Saison 1978/79 | DDR-Liga die 20 Vereine der Saison 1978/79 | Bezirkspokalvertreter die 10 Vereine aus der Saison 1977/78 |
| - SC Leipzig - SC Empor Rostock - TSC Berlin (TV) - SC Magdeburg - ASK Vorwärts Frankfurt/O. - TSG Wismar - BSG Umformtechnik Erfurt - BSG Halloren Halle - BSG Post Magdeburg - BSG Chemie “W.-P.-St.” Guben (TV) – Titelverteidiger | Staffel Nord - BSG Einheit/Sirokko Neubrandenburg - BSG Lokomotive Rangsdorf - BSG Lokomotive Wittenberge - BSG Motor Mitte Magdeburg - TSG Calbe - HSG PH Magdeburg - BSG Chemie PCK Schwedt - BSG Empor Brandenburger Tor - BSG Einheit-Empor Zerbst - BSG Post Halberstadt Staffel Süd - BSG Sachsenring Zwickau - HSG DHfK Leipzig - BSG Lokomotive Dresden - BSG Wismut Schneeberg - BSG Empor Dresden-Mitte - BSG Chemie Meißen - BSG Lokomotive Gera - BSG Fortschritt Weißenfels - BSG Fortschritt Cottbus - BSG Motor Schönau | - Bezirk Schwerin BSG Aufbau Boizenburg - Bezirk Potsdam BSG Motor Falkensee - Ost-Berlin BSG Berliner Verkehrsbetriebe - Bezirk Frankfurt (Oder) BSG Halbleiterwerk Frankfurt/O. - Bezirk Magdeburg BSG Lokomotive Stendal - Bezirk Halle BSG Lokomotive Halle - Bezirk Dresden BSG Fortschritt/Empor Görlitz - Bezirk Karl-Marx-Stadt BSG Wismut Aue - Bezirk Erfurt BSG Einheit Mühlhausen - Bezirk Suhl BSG Chemie Sonneberg Der jeweilige Vertreter der Bezirke Rostock, Neubrandenburg, Leipzig, Cottbus und Gera konnte sich nicht über Qualifikationsspiele für den Handball-FDGB-Pokal 1978/79 qualifizieren. |

## Modus
In der ersten Hauptrunde, die im K.-o.-System ausgespielt wurde, nahmen alle qualifizierten Mannschaften teil und die Bezirksvertreter genossen Heimvorteil gegenüber höherklassigen Mannschaften. Ab der zweiten Hauptrunde wurde der Wettbewerb mit Hin- und Rückspielen fortgesetzt. Die Auslosung erfolgte bis dahin nach möglichst territorialen Gesichtspunkten, wobei die Vertreter der Handball-DDR-Oberliga gesetzt wurden. In der dritten Hauptrunde wurden die fünf bestplatzierten Mannschaften der abgelaufenen Oberligasaison so gesetzt, dass sie nicht aufeinandertrafen. Nach dieser Runde ermittelten dann die letzten fünf Mannschaften in einem Endrunden-Turnier den Pokalsieger.

## 1. Hauptrunde
| Datum            |                                    | Ergebnis |                               |
| ---------------- | ---------------------------------- | -------- | ----------------------------- |
| Sa 05.05., 16:00 | BSG Fortschritt Cottbus            | 10:19    | BSG Halloren Halle            |
| Sa 05.05., 16:00 | BSG Empor Dresden-Mitte            | 08:16    | BSG Post Magdeburg            |
| Sa 05.05., 16:00 | BSG Fortschritt/Empor Görlitz      | 12:18    | BSG Umformtechnik Erfurt      |
| Sa 05.05., 16:00 | BSG Sachsenring Zwickau            | 18:13    | BSG Lokomotive Dresden        |
| Sa 05.05., 16:00 | BSG Lokomotive Halle               | 12:15    | BSG Motor Schönau             |
| Sa 05.05., 16:00 | BSG Wismut Aue                     | 12:11    | BSG Fortschritt Weißenfels    |
| Sa 05.05., 16:00 | BSG Einheit Mühlhausen             | 10:90    | BSG Chemie Meißen             |
| Sa 05.05., 16:00 | HSG DHfK Leipzig                   | 21:16    | BSG Lokomotive Gera           |
| Sa 05.05., 16:00 | BSG Post Halberstadt               | 13:24    | TSG Wismar                    |
| Sa 05.05., 16:00 | BSG Einheit/Empor Zerbst           | 11:20    | BSG Chemie “W.-P.-St.” Guben  |
| Sa 05.05., 16:00 | BSG Halbleiterwerk Frankfurt/O.    | 23:17    | BSG Berliner Verkehrsbetriebe |
| Sa 05.05., 16:00 | BSG Motor Falkensee                | [ H1 2 ] | BSG Motor Mitte Magdeburg     |
| Sa 05.05., 16:00 | TSG Calbe                          | 20:13    | HSG PH Magdeburg              |
| Sa 05.05., 16:00 | BSG Lokomotive Wittenberge         | 14:12    | BSG Lokomotive Rangsdorf      |
| Sa 05.05., 16:00 | BSG Aufbau Boizenburg              | 15:13    | BSG Empor Brandenburger Tor   |
| So 06.05., 11:00 | BSG Chemie Sonneberg               | 08:35    | SC Magdeburg                  |
| So 06.05., 11:00 | BSG Wismut Schneeberg              | 14:31    | SC Leipzig                    |
| So 06.05., 11:00 | BSG Chemie PCK Schwedt             | 10:16    | ASK Vorwärts Frankfurt/O.     |
| So 06.05., 11:00 | BSG Einheit/Sirokko Neubrandenburg | 07:19    | TSC Berlin                    |
| So 06.05., 11:00 | BSG Lokomotive Stendal             | 09:21    | SC Empor Rostock              |

1. ↑  Lokomotive Dresden wurde nachträglich zum Sieger erklärt
2. ↑  Motor Falkensee zog kampflos in die 2. Hauptrunde ein

## 2. Hauptrunde
| Datum                   |                              | Gesamt |                                 | Hinspiel | Rückspiel |
| ----------------------- | ---------------------------- | ------ | ------------------------------- | -------- | --------- |
| Sa 12. Mai / Sa 19. Mai | BSG Umformtechnik Erfurt     | 48:27  | BSG Einheit Mühlhausen          | 27:16    | 21:11     |
| Sa 12. Mai / Sa 19. Mai | BSG Lokomotive Wittenberge   | 32:23  | BSG Motor Falkensee             | 17:90    | 15:14     |
| Sa 12. Mai / Sa 19. Mai | BSG Post Magdeburg           | 45:24  | BSG Aufbau Boizenburg           | 22:12    | 23:12     |
| Sa 12. Mai / Sa 19. Mai | BSG Lokomotive Dresden       | 28:30  | HSG DHfK Leipzig                | 17:10    | 11:20     |
| Sa 12. Mai / Sa 19. Mai | TSG Wismar                   | 39:18  | BSG Halbleiterwerk Frankfurt/O. | 18:12    | 21:60     |
| Sa 12. Mai / Sa 19. Mai | TSG Calbe                    | 16:55  | ASK Vorwärts Frankfurt/O.       | 12:29    | 04:26     |
| Sa 12. Mai / Sa 19. Mai | TSC Berlin                   | 43:29  | BSG Wismut Aue                  | 19:80    | 34:12     |
| Sa 12. Mai / Sa 19. Mai | BSG Motor Schönau            | 24:62  | SC Leipzig                      | 12:31    | 12:31     |
| Sa 12. Mai / Sa 19. Mai | BSG Chemie “W.-P.-St.” Guben | 18:42  | SC Magdeburg                    | 9:9      | 09:33     |
| Sa 12. Mai / Sa 19. Mai | BSG Halloren Halle           | 26:34  | SC Empor Rostock                | 17:15    | 09:19     |

## 3. Hauptrunde
| Datum                    |                           | Gesamt |                            | Hinspiel | Rückspiel |
| ------------------------ | ------------------------- | ------ | -------------------------- | -------- | --------- |
| Sa 26. Mai / Sa 02. Juni | TSC Berlin                | 52:18  | BSG Post Magdeburg         | 27:60    | 25:12     |
| Sa 26. Mai / Sa 02. Juni | ASK Vorwärts Frankfurt/O. | 34:24  | TSG Wismar                 | 17:10    | 17:14     |
| Sa 26. Mai / Sa 02. Juni | SC Magdeburg              | 50:23  | BSG Umformtechnik Erfurt   | 29:12    | 21:11     |
| Sa 26. Mai / Sa 02. Juni | HSG DHfK Leipzig          | 18:55  | SC Leipzig                 | 08:28    | 10:27     |
| Sa 26. Mai / Sa 02. Juni | SC Empor Rostock          | 54:24  | BSG Lokomotive Wittenberge | 27:10    | 27:14     |

## Endrunde
Die Endrunde fand vom 26. bis 30. Juni 1979 in Schleife statt.

### Spiele
1. Spieltag:
| Datum            |                  | Ergebnis |                           |
| ---------------- | ---------------- | -------- | ------------------------- |
| Di 26.06., __:__ | SC Magdeburg     | 20:16    | SC Leipzig                |
| Di 26.06., __:__ | SC Empor Rostock | 19:17    | ASK Vorwärts Frankfurt/O. |
| Spielfrei:       | TSC Berlin       |          |                           |

2. Spieltag:
| Datum            |                           | Ergebnis |                  |
| ---------------- | ------------------------- | -------- | ---------------- |
| Mi 27.06., __:__ | TSC Berlin                | 16:11    | SC Empor Rostock |
| Mi 27.06., __:__ | ASK Vorwärts Frankfurt/O. | 15:16    | SC Magdeburg     |
| Spielfrei:       | SC Leipzig                |          |                  |

3. Spieltag:
| Datum            |                           | Ergebnis |              |
| ---------------- | ------------------------- | -------- | ------------ |
| Do 28.06., __:__ | TSC Berlin                | 14:12    | SC Magdeburg |
| Do 28.06., __:__ | ASK Vorwärts Frankfurt/O. | 14:13    | SC Leipzig   |
| Spielfrei:       | SC Empor Rostock          |          |              |

4. Spieltag:
| Datum            |                           | Ergebnis |              |
| ---------------- | ------------------------- | -------- | ------------ |
| Fr 29.06., __:__ | TSC Berlin                | 17:12    | SC Leipzig   |
| Fr 29.06., __:__ | SC Empor Rostock          | 16:11    | SC Magdeburg |
| Spielfrei:       | ASK Vorwärts Frankfurt/O. |          |              |

5. Spieltag:
| Datum            |              | Ergebnis |                           |
| ---------------- | ------------ | -------- | ------------------------- |
| Sa 30.06., __:__ | TSC Berlin   | 22:17    | ASK Vorwärts Frankfurt/O. |
| Sa 30.06., __:__ | SC Leipzig   | 15:15    | SC Empor Rostock          |
| Spielfrei:       | SC Magdeburg |          |                           |

### Abschlusstabelle
| Pl. | Verein                    | Sp. | S | U | N | Tore    | Diff. | Punkte |
| --- | ------------------------- | --- | - | - | - | ------- | ----- | ------ |
| 1.  | TSC Berlin                | 4   | 4 | 0 | 0 | 069:520 | +17   | 08:0   |
| 2.  | SC Empor Rostock          | 4   | 2 | 1 | 1 | 061:590 | +2    | 05:30  |
| 3.  | SC Magdeburg              | 4   | 2 | 0 | 2 | 059:610 | −2    | 04:40  |
| 4.  | ASK Vorwärts Frankfurt/O. | 4   | 1 | 0 | 3 | 063:700 | −7    | 02:60  |
| 5.  | SC Leipzig                | 4   | 0 | 1 | 3 | 056:660 | −10   | 01:70  |

Platzierungskriterien: 1. Punkte – 2. Tordifferenz – 3. geschossene Tore

### FDGB-Pokalsieger
| 1.                  | TSC Berlin |
| ------------------- | --- |
| Logo vom TSC Berlin | - Tor: Renate Rudolph, Martina Horn, Heike Esser - Feldspieler: Sabine Fritz (4/–), Magrit Jirsch (4/2), Roswitha Krause (12/–), Kristina Richter (22/3), Eveline Apler (3/1), Evelyn Matz (11/–), Viola Kitschke (3/–), Gabriele Koch (9/4), Iris Träger, Monika Galle (1/–) – (Tore/7 m) - Trainer: Kurt Lauckner |

### Torschützenliste
Torschützenköniginnen des Endturniers wurden Kristina Richter vom TSC Berlin und Erika Seering vom SC Empor Rostock mit jeweils 22 Toren.
|     | Spieler          | Verein           | Tore / 7m |
| --- | ---------------- | ---------------- | --------- |
| 01. | Kristina Richter | TSC Berlin       | 22 / 03   |
| 01. | Erika Seering    | SC Empor Rostock | 22 / 11   |
| 03. | Kornelia Kunisch | SC Magdeburg     | 20 / 06   |